# Час розплати (коротка повість)
«Час розпла́ти», в оригіналі «Чек на заробітну платню» (англ. Paycheck) — науково-фантастична коротка повість американського письменника Філіпа К. Діка. Написана 31 липня 1952 року. Вперше опублікована в червні 1953 року видавництвом «Greenleaf Publishing Company» у журналі «Imagination». Увійшла до першого тому «Зібраної короткої прози Філіпа К. Діка» 1987 року.
У 2003 році за мотивами короткої повісті вийшов фільм Джона Ву «Час розплати» з Беном Аффлеком у головній ролі.
Вперше українською мовою коротка повість опублікована «Видавництвом Жупанського» у 2019 році в першому томі «Повного зібрання короткої прози» Філіпа К. Діка у перекладі Віталія Корсуна.

## Сюжет
Дженнінгс, талановитий інженер-електронік, підписав контракт з «Кострукторським бюро Ретріка». В контракті зазначається, що він буде працювати протягом двох років над таємним проектом, після чого йому буде стерта пам’ять, а також йому буде виплачена сума у розмірі 50 000 кредитів. Через два роки його контракт закінчується і зі стертою пам’яттю він йде у нью-йоркський офіс «Кострукторського бюро Ретріка». По дорозі до офісу, Ретрік, власник компанії, повідомляє Дженнінгсу, що багато що змінилось за два роки: уряд став ще жорсткішим, надавши необмежену владу поліції Служби Безпеки (англ. Security Police). Також в офісі з’ясовується, що Дженнінгс відмовився від грошової винагороди, яка була зазначена в контракті і замінив її різними дрібничками.
Незабаром, після виходу з будівлі, Дженнінгса затримує поліція Служби Безпеки, яка хоче знати, де знаходиться завод Ретріка і чим він займався у його компанії протягом двох років. За допомогою двох перших дрібничок, які Дженнінгс отримав замість грошей, він втікає від поліції. Згодом Дженнінгс розуміє, щоб вижити, він має шантажувати Ретріка, який зможе захистити його від Служби Безпеки. Він також усвідомив, що під час перебування в «Кострукторському бюро Ретріка» він працював над «часовим ковшем» (англ. time scoop), який дозволяв людям бачити майбутнє, і дрібнички є частиною ретельно продуманого плану, що він придумав поки йому не стерли пам’ять. Використовуючи наступні чотири дрібнички, він знаходить завод, що знаходиться в штаті Айова біля маленького містечка Стюартсвіль; проникає у приховане приміщення на заводі; виносить матеріали, які пов’язані з «часовим ковшем», а також успішно переховується від Служби Безпеки. 
Келлі, секретарка в «Кострукторському бюро Ретріка» допомагає Дженнінгсу  приховати матеріали, які він викрав із заводу. Однак, Келлі виявляється донькою Ретріка. Вона себе розкриває, коли Дженнінгс намагається шантажувати Ретріка у нью-йоркському офісі. Дженнінгс вимагає, щоб Ретрік дозволив йому стати наступним керівником компанії, або ж він передасть матеріали Службі Безпеки. Але Ретрік відмовляє Дженнінгсу і каже, що створює армію для підтримки революції, яка звільнить країну від репресивного уряду. Келлі говорить Дженнінгсу, що не віддасть квитанцію за пакет, через яку він зможе дістати доступ до матеріалів. В повітрі утворюється чорне коло і з нього виринає металева клешня, яка схоплює квитанцію, забирає її з руки Келлі, і зникає у чорному колі. Згодом і зникає саме чорне коло. Квитанція за пакет — це остання сьома дрібничка, яка завжди була у Дженнінгса і єдина, яку за допомогою клешні «часового ковша» він забрав і з майбутнього у минуле. Коротка повість закінчується тим, що Дженнінгс успішно шантажує Ретріка, який дозволяє йому приєднатися до компанії у ролі партнера.

### Сім дрібничок Дженнінгса
- Моток блискучого дроту (дозволяє йому закоротити магнітний замок і відкрити двері поліцейського автомобіля)
- Автобусний жетон (дозволяє йому швидко сісти в автобус і втекти від поліції)
- Корінець квитка (вказує йому де знаходиться завод Ретріка)
- Зелена полотняна стрічка (пов'язка працівника, дозволяє йому проникнути на завод Ретріка)
- Кодовий ключ (дозволяє відкрити двері заднього виходу будівлі заводу Ретріка)
- Половинка покерної фішки (дозволяє вхід в ігровий зал, де він переховується від поліції)
- Квитанція за пакет (дозволяє отримати доступ до матеріалів, які зберігаються в банку, а також дозволяє йому шантажувати Ретріка і захиститись від Служби Безпеки)

## Коментар Ф. К. Діка
|                                                                                                 | Чого вартий автобусний жетон? Одного дня він коштує четвертак, а наступного — тисячі доларів. Цей твір я написав, замислившись про те, що в житті бувають випадки, коли наявність десяти центів для здійснення телефонного дзвінка вирішує питання життя і смерті. Ключі, дрібні гроші, можливо, квиток у театр... а як щодо квитанції за парковку Ягуара? Все, що я мав зробити, це пов'язати цю ідею з подорожжю в часі, щоб показати як дрібниці та непотріб у мудрих руках мандрівника в часі можуть поставати чимось набагато більшим. Він би знав, коли ті десять центів могли б урятувати ваше життя. А потім, знову в минулому, він би волів мати ті десять центів більше, ніж будь-яку суму грошей, і неважливо наскільки велику. |
| — Філіп Дік (1976 рік) , з приміток видання: Філіп К. Дік. Повне зібрання короткої прози. Том 1 | |

## Видання українською мовою
- Дік, Філіп. К. Повне зібрання короткої прози. Том 1 / Пер. з англ.: Віталій Корсун, Ігор Гарнік, Єгор Поляков; передмова: Віталій Корсун; післямова: Ната Гриценко. — Київ: Видавництво Жупанського, 2019. — (Ad Astra) — 600 с. ISBN 978-617-7585-07-6
  - Час розплати (із 337 с. по 376 с.; переклав Віталій Корсун)

## Зауваги
1. ↑  Дані взято з видання: Філіп К. Дік. Повне зібрання короткої прози. Том 1, Видавництво Жупанського, 2019